# August Müller
August Müller (Stettino, 3 dicembre 1848 – Königsberg, 12 settembre 1892) è stato un orientalista tedesco.

## Biografia
Figlio del fabbricante di zucchero Richard Müller e della moglie Dorothee Rosalie Helle, studiò filologia classica dal 1864 al 1868 presso le università di Halle e di Lipsia, dove fu allievo di Heinrich Leberecht Fleischer. Si laurea nel 1868 con una tesi su Mu'allaqua Imruulquais.
In seguito, per un breve periodo, fu professore presso il ginnasio di Neuruppin e all'orfanotrofio di Halle. Nel 1870 ricevette l'abilitazione grazie alle proprie ricerche sugli accenti ebraici. Nello stesso ricevette un incarico di docenza presso l'università di Halle.
Quattro anni dopo divenne professore emerito presso l'Università di Königsberg. Nel 1877 sposa Marie Kier, con la quale ebbe quattro figli, il più piccolo dei quali, Johannes (1889-1946), fu avvocato, economista ed esperto di statistica.
Nel 1882 accettò l'incarico di professore ordinario di filologia orientale presso l'Università di Königsberg. Dal 1888 diede alla stampa notevoli edizioni di antichi autori arabi, fra cui la traduzione in tedesco del Corano da parte di Friedrich Rückert. Queste circostanze, oltre alle sue conoscenze, hanno fatto pensare al fatto che egli stesso abbia tradotto il Corano, con lo pseudonimo di Max Henning. Ad oggi non si hanno prove in alcun senso, riguardo a tale congettura. Risulta però che Max Henning abbia pubblicato ulteriori lavori dopo la morte di Müller.
Molti dei suoi saggi sono contenuti in Zeitschrift der deutschen morgenländischen Gesellschaft e in Beiträge zur Kunde der Sprachen indogermanischen. Nel 1887 fonda la Orientalische Bibliographie, che gli sopravvive fino al 1929.
Nel 1889 diviene professore all'università di Halle. Curò la quarta e la quinta edizione della Grammatica araba di Carl Paul Caspari e pubblicò, in arabo, la Storia dei medici di Ibn Abi Usaybi'a.

## Opere
- Imruulkaisi Mu'allaka commentario critico illustrata (1869)
- Der Islam im Morgen- und Abendland (2 Bände, 1885-1887)